# Attentat du 6 octobre 2020 à Al-Bab
L'attentat du 6 octobre 2020 à Al-Bab est un attentat survenu le 6 octobre 2020 près d'une gare routière à Al-Bab, dans le gouvernorat d'Alep, en Syrie. L'attaque a fait au moins 18 morts et 75 blessés. Elle a également gravement endommagé plusieurs bâtiments et provoqué des incendies.